# АХ-IV
АХ-IV је чехословачка танкета из периода пре Другог светског рата.

## Историја
Нова Чехословачка држава, настала 1918, наследила је од Аустроугарске само неколико старих оклопних кола Ланциа, али и импресивну војну индустрију на челу са фабриком Шкода. Почињући од нуле, 1923-1930. Шкода и Татра произвеле су мањи број оклопних аутомобила ОА-23, ОА-27 и ОА-30, а након 1930. већа пажња посвећена је развоју тенкова.
Без искуства у производњи тенкова, чехословачке фабрике почеле су са развојем танкета. Крајем 20-их година, фабрика ЦКД постала је конкурент Шкоди, и 1930. убедила је војску да купи 4 британске танкете Викерс Карден-Лојд Мк VI, обезбедивши лиценцу за њихову производњу. Унапређена верзија производила се у ЦКД 1933-1934. као Танкета модел 33.
Пошто чехословачка армија није могла да откупи сва возила која су чехословачке фабрике могле да произведу, ЦКД је 1936. развио нови модел танкете, АХ-IV, за инострано тржиште. Танкета је направљена за извоз у иранској (50 возила) и румунској варијанти (35 возила), а затим преправљена по шведским захтевима (48 возила).
| Производња       | до 1933 | 1934 | 1935 | 1936    | 1937            | 1938           | 1939                    |
| ---------------- | ------- | ---- | ---- | ------- | --------------- | -------------- | ----------------------- |
| ОА-23            | 9       | -    | -    | -       | -               | -              | -                       |
| ОА-27            | 15      | -    | -    | -       | -               | -              | -                       |
| ОА-30            | -       | 51   | -    | -       | -               | -              | -                       |
| Танкета модел 33 | -       | 70   | -    | -       | -               | -              | -                       |
| Шкода Т-32       | -       | -    | -    | -       | 8               | -              | -                       |
| АХ-IV            | -       | -    | -    | 50      | -               | 83             | -                       |
| ЛТ-34            | -       | -    | 20   | 30      | -               | -              | -                       |
| ЛТ-35            | -       | -    | -    | 15      | 262             | -              | -                       |
| ТНХ серија       | -       | -    | -    | 40(ТНХ) | 15(Р-2) 10(ТНХ) | 61(Р-2) 7(ЛТП) | 50(Р-2) 17(ЛТП) 24(ЛТХ) |

## Карактеристике
АХ-IV имао је две верзије, румунску и иранску, које се разликују само у детаљима. Возач је седео напред и десно, са лаким митраљезом калибра 7,92 mm десно од себе, из кога је могао да пуца ако се укаже прилика. Мала купола за једног члана посаде била је на левој страни возила, наоружана тешким митраљезом ЗБ35 са ваздушним хлађењем, калибра 7,92 mm. Одлично вешање типа Кристи, које је постало славно на совјетским тенковима, састојало се од 4 велика точка обешена на лиснатим опругама. Ово је давало АХ-IV одличну покретљивост ван друма. Упркос задивљујућој брзини, танкете наоружане митраљезом биле су одавно застареле, а недостатак радија и двочлана посада отежавали су извиђачку улогу возила.